# Polyethyleennaftalaat

Structuurformule van PEN

Polyethyleennaftalaat (PEN) is een thermoplastisch polyester.
PEN is sterk verwant met polyethyleentereftalaat (pet); met dit verschil dat in de polymeerketen geen benzeenring maar een naftaleengroep voorkomt. De productie gebeurt op analoge wijze als voor pet: waar men voor pet uitgaat van etheenglycol en tereftaalzuur of de dimethylester daarvan (dimethyltereftalaat), gaat men voor PEN uit van etheenglycol en 2,6-naftaleendicarbonzuur of de dimethylester daarvan (dimethyl-2,6-naftaleendicarboxylaat).
In vergelijking met pet heeft PEN betere mechanische en thermische eigenschappen. De glastemperatuur van PEN ligt bij 115 °C tegenover 69-75 °C bij pet. De mechanische sterkte, dimensionele stabiliteit en modulus van Young zijn hoger dan die van pet. PEN is evenwel duurder dan pet omdat de grondstof (overwegend 2,6-dimethylnaftaleen) moeilijk te bereiden is.
De toepassingen van PEN zijn analoog aan die van pet:
- Verpakking van voedsel en drank. Zoals pet vormt een PEN-film ook een goede gasbarrière die koolstofdioxide, zuurstof of waterdamp tegenhoudt.[2]
- Substraat voor magneetbanden (audio- en videobanden, o.a. dunne VHS-videobanden met lange opnameduur[3]).
- Substraat voor fotografische film[4].
- Substraat voor membraanschakelaars gebruikt in ultradunne rekenmachines, afstandsbedieningen van elektronische apparatuur en dergelijke; voor touchscreens en voor flexibele printplaten (zogenaamde FPC's, flexible printed circuits).

Zuiver PEN vertoont een blauwe fluorescentie als het blootgesteld wordt aan ultraviolette straling. Om dit te verhinderen kan er tijdens de polymerisatie een weinig co-monomeer worden toegevoegd (een aromatisch keton) of kan het PEN-polymeer vermengd worden met een stof die de emissie van de fluorescentie onderdrukt (voorbeeld: een cyclische imino-ester of een chinoxaline).